# Pablo Martínez
Pablo Andrés Martínez (La Plata, provincia de Buenos Aires; 7 de noviembre de 1987) es un actor y cantante argentino. Es conocido por sus papeles coprotagónicos en las series de televisión juveniles Casi ángeles, Supertorpe y Aliados, todas producidas por Cris Morena. 
Además fue el protagonista de la telenovela internacional El regreso de Lucas donde interpretó al personaje titular.

## Biografía

### Primeros años y familia
Pablo Martínez nació el 7 de noviembre de 1987 en La Plata. Es hijo de Adriana y Alejandro Martínez. Realizó sus estudios primarios en el Colegio Lincoln y sus estudios secundarios en el Colegio Nacional Rafael Hernández. 
Antes de sus comienzos en la actuación, Martínez era profesor de tenis, hasta que se presentó a un casting de la productora Cris Morena Group. 

## Carrera
Comenzó su carrera como actor en la televisión en el año 2008, con la serie juvenil de Cris Morena, Casi ángeles donde interpretó a Simón Bruno Rodríguez Arrechavaleta, desde la segunda temporada hasta la cuarta y última, emitidas por la cadena Telefe.
Luego en 2011 protagonizó junto a su excompañera de Casi ángeles Candela Vetrano, la serie de televisión Supertorpe, donde interpretó a Félix Tarner, durante dos temporadas por las cadenas Disney Channel Latinoamérica y Telefe.
Entre 2013 y 2014 Martínez fue uno de los protagonistas de la serie de Cris Morena Aliados, que se emitió por las cadenas Fox Channel y Telefe.
En 2014 fue parte del elenco de la telenovela de Enrique Estevanez para Telefe, Camino al amor, donde interpretó al tercero en discordia entre los personajes de Mariano Martínez y María Eugenia Suárez. En teatro actúa en la obra musical La parka en el Teatro del Picadero.

En 2015 participó de la tercera temporada del programa Tu cara me suena por Telefe donde imitó a cantantes nacionales e internacionales. Abandonó el programa en la Gala 9 debido a que fue convocado para grabar una serie en Perú, por lo cual fue reemplazado por el actor y cantante Matías Mayer. 
Entre 2016 y 2017, protagonizó la telenovela argentino-peruana, El regreso de Lucas, junto a la colombiana Ana María Orozco, en donde interpretó a Lucas.
Además de su carrera como actor, formó parte de la banda musical Viajando ligero.

## Filmografía

### Televisión
| Año       | Título              | Personaje                     |
| --------- | ------------------- | ----------------------------- |
| 2008-2010 | Casi ángeles        | Simón Bruno Arrechavaleta     |
| 2011      | Supertorpe          | Félix Tarner                  |
| 2013-2014 | Aliados             | Ian King/ Joaquín Gaitán      |
| 2014      | Camino al amor      | Polo Gaetán                   |
| 2015      | Tu cara me suena    | Participante                  |
| 2016-2017 | El regreso de Lucas | Lucas Díaz Ayala/Pablo Prodán |

## Teatro
| Año       | Título                         |
| --------- | ------------------------------ |
| 2008-2010 | Casi ángeles                   |
| 2011      | Supertorpe                     |
| 2013-2014 | Borracho, un after musical     |
| 2013-2014 | Una margarita llamada Mercedes |
| 2014      | La Parka                       |
| 2016      | Épica                          |

## Discografía
- 2016: El Velo de Neptuno
- 2020: A los Magos
- 2022: El Laberinto del Poeta